# Steirastoma lycaon
Steirastoma lycaon là một loài bọ cánh cứng trong họ Cerambycidae.